# Star Trek Beyond
Star Trek Beyond ist ein US-amerikanischer Science-Fiction-Film von Justin Lin aus dem Jahr 2016. Es ist der dreizehnte Kinofilm, der auf der Science-Fiction-Serie Raumschiff Enterprise von Gene Roddenberry basiert, und der dritte Teil der neuen Kelvin-Zeitlinie. Der Film spielt, wie bereits die beiden Vorgänger Star Trek (2009) und Star Trek Into Darkness (2013), innerhalb einer alternativen Zeitlinie des Star-Trek-Universums. J. J. Abrams, der bei den beiden Vorgängerfilmen Regie geführt hatte, verblieb als Produzent. Das Drehbuch schrieb diesmal Simon Pegg, der im Film die Rolle des Scotty spielt. Der US-Kinostart war am 22. Juli 2016, in einigen Ländern war der Film früher zu sehen. Die Deutschland-Premiere erfolgte am 21. Juli 2016. Der Filmstart läutete die Feierlichkeiten des 50-jährigen Jubiläums des Star-Trek-Franchises ein.
Der Film ist Leonard Nimoy und Anton Yelchin gewidmet, die beide jeweils kurz vor Produktionsbeginn und Kinostart verstarben.

## Handlung
Die Crew der Enterprise befindet sich im dritten Jahr ihrer fünfjährigen Erkundungsmission in den Tiefen des Alls. Kirks Versuch der Kontaktaufnahme mit einem fremden Volk eskaliert, als er als Friedensgeschenk ein uraltes Artefakt anbietet, den Teil einer antiken Waffe. Er wird von den empörten Aliens angegriffen und muss leicht verletzt per Transporter zurück auf die Enterprise gebeamt werden. Kirk ist ausgelaugt von der langen Zeit im Weltall und bewirbt sich daher, ohne seine Crew zu informieren, als stellvertretender Kommandant auf der riesigen und hochmodernen Raumstation Yorktown. Diese liegt weit draußen im All und wird von einer Vielzahl unterschiedlicher Lebewesen bewohnt. Die Enterprise dockt dort an, um vor ihrer Weiterreise Proviant aufzunehmen. Spock erfährt vom Tod seines älteren Pendants, Botschafter Spock, worauf er ebenfalls beschließt, die Enterprise zu verlassen, um seinem Volk beim Wiederaufbau auf Neu-Vulkan zu helfen.
Yorktown nimmt ein schwer beschädigtes Schiff auf, dessen Kapitänin Kalara das einzige Besatzungsmitglied ist. Sie bittet die Föderation um Hilfe bei der Befreiung ihrer Crew, die in einem Sternennebel gefangen gehalten wird. Die Enterprise begibt sich auf die Rettungsmission in den Nebel, wird aber kurz vor Erreichen des Zielplaneten von unzähligen kleinen Schwarmschiffen angegriffen, schwer beschädigt und geentert. Die Schwarmschiffe trennen zunächst die Warpgondeln und schließlich die Untertassensektion der Enterprise ab. Die Crew flüchtet mit Rettungskapseln, und während die Untertassensektion steuerlos auf den Planeten abstürzt, fangen die feindlichen Schiffe die meisten Rettungskapseln ab und nehmen den Großteil der Besatzung gefangen, sodass nur wenige Kapseln weit verstreut den Planeten erreichen.
Kirk und Chekov versuchen, zu Fuß die Untertassensektion zu erreichen, um ein Notsignal abzusetzen, während McCoy und der verletzte Spock Hinweise finden, dass das Artefakt ursprünglich von diesem Planeten stammt. Scotty trifft auf Jaylah, eine ebenfalls auf diesem Planeten gestrandete Angehörige einer fremden Spezies, deren Familie von Krall und seinen Gefolgsleuten grausam getötet wurde. Krall steckt hinter dem Hinterhalt, in den die Enterprise geraten ist. Jaylah versteckt sich vor Krall im Wrack des Föderationsraumschiffs USS Franklin, das vor über 100 Jahren ebenfalls auf dem Planeten abgestürzt war. Sie hält es mit Tarnprojektoren verborgen und versucht seither, es instand zu setzen, um den Planeten zu verlassen. Scotty verspricht, ihr dabei zu helfen, wenn sie ihn im Gegenzug bei der Befreiung der Enterprise-Crew unterstützt.
Es zeigt sich, dass Krall auf der Suche nach dem antiken Artefakt ist und dass Kapitänin Kalara ihm als Lockvogel gedient hat. Ihr Erscheinen auf der Yorktown war nur ein Trick, um die Enterprise mit dem Artefakt zu dem Planeten zu locken. Kirk ahnte dies jedoch und konnte das Artefakt während des Angriffs auf der Enterprise verstecken. Nach und nach treffen sich Kirk, Spock, McCoy, Scott und Keenser auf der USS Franklin wieder und ziehen zusammen mit Jaylah in den Kampf gegen den übermächtig wirkenden Krall. Der hat das Artefakt inzwischen in seinen Besitz bringen können. Es ist das letzte fehlende Teil einer biologischen, tödlichen Waffe, die er an Fähnrich Syl von der Enterprise testet.
Kirk plant, seine gefangene Crew zu befreien, was mithilfe des von Scotty modifizierten Transporters der USS Franklin auch gelingt. Nachdem der Angriff von Kralls Truppen abgewehrt ist, erkennt Uhura ihn auf einer alten Videoaufnahme wieder: Er ist der Kapitän der USS Franklin, Balthazar Edison, der sein Leben durch das Übertragen der Lebenskraft anderer Personen auf sich selbst verlängert hat. Edison ist überzeugt, nach seinem Absturz auf dem Planeten von der Föderation im Stich gelassen worden zu sein. Aus Rache hierfür plant er nun, alles Leben auf der Yorktown mit seiner neuen Waffe auszulöschen, indem er sie im Zentrum der Station aktiviert, und macht sich mit seiner Flotte auf den Weg dorthin.
Kirk und seinen Leuten gelingt es, die USS Franklin wieder raumflugtauglich zu machen und vom Planeten zu starten. Sie finden heraus, dass sie die Schwarmschiffe durch Abstrahlen einer lauten Musikübertragung auf deren Kommunikationsfrequenz zerstören können. Mit Unterstützung von Yorktown gelingt dies, doch Krall, der sich inzwischen wieder zu seinem ehemaligen Ich, Edison, zurückverwandelt hat, kann mit seiner Waffe ins gravitationslose Zentrum von Yorktown vordringen. Im letzten Moment wird er von Kirk aufgehalten und ins Weltall befördert, wo seine Biowaffe ihn umbringt. Spock und McCoy retten anschließend Kirk, der ebenfalls ins All gesaugt zu werden droht.
Schließlich setzt die Crew mit der neuen USS Enterprise NCC-1701-A ihre fünfjährige Mission fort, nachdem sowohl Kirk als auch Spock darauf verzichtet haben, den Dienst auf dem Schiff zu quittieren.

## Produktion

### Vorproduktion
Im Sommer 2014 wurde das vorläufige Drehbuch für den Film fertiggestellt. Am 22. Dezember 2014 wurde Justin Lin als Regisseur des dritten Teils der Neuauflage bestätigt. Am 24. Dezember 2014 sagte Orci als weiterer Produzent zu. Ende Mai 2015 übergaben Jung und Pegg die ersten Seiten des Drehbuchs an Lin, woraufhin Lin am 29. Juni 2015 über Twitter bestätigte, dass der Titel des Films Star Trek Beyond sein wird. Lin machte den Star-Trek-Fans damit gleichzeitig Hoffnung, dass sie durch soziale Medien über das Voranschreiten der Produktion informiert werden sollen. Der Starttermin in den USA wurde um zwei Wochen vom 6. auf den 22. Juli 2016 verschoben.

### Stab und Besetzung
Nachdem Abrams hatte verlautbaren lassen, dass er zwar nicht die Regie für den Film übernehmen werde, jedoch als Produzent zur Verfügung stehe, wurde später bekannt, dass der bereits zuvor mit Fast & Furious 6 erfolgreiche Justin Lin diese Arbeit übernehmen sollte. Lin kündigte im Vorfeld an, er versuche im Film eine Menge der im Vorspann von Star Trek versprochenen neuen Welten und hier lebenden Zivilisationen zu kreieren. Im Januar 2015 konnten Doug Jung und Scotty-Darsteller Simon Pegg für die Arbeiten am Drehbuch verpflichtet werden.
Wie bereits in Star Trek Into Darkness und Star Trek schlüpfte Pegg wieder in die Rolle des Chefingenieurs der Enterprise, Chris Pine führt als Captain James T. Kirk das Kommando, wird hierbei von Zachary Quinto als Spock unterstützt und auch Karl Urban, Zoë Saldaña, John Cho sowie Anton Yelchin sind in ihren alten Rollen als McCoy, Uhura, Sulu und Chekov zu sehen.
Im Februar 2015 war Bryan Cranston als Besetzung in einer schurkischen Rolle im Gespräch, allerdings berichtete Variety am 25. März 2015 davon, dass nun Idris Elba den Bösewicht spielen werde, der in Thor den Heimdall verkörperte und diese Gerüchte später bestätigte, im Juli 2015 auch von Seite des Regisseurs. Nachdem anfänglich davon ausgegangen worden war, dass Elba einen Klingonen spielen würde, wurde später bekannt, dass er einen Außerirdischen mit reptilienartigem Äußeren spielen werde und den Namen Krall tragen würde.
Im Juli 2015 wurde Sofia Boutella als Neuzugang bestätigt, die in Kingsman: The Secret Service als Attentäterin Gazelle unterwegs war. Sie spielt Jaylah. Pegg erklärte später, diese Figur sei von einer Filmrolle von Jennifer Lawrence inspiriert und wurde anfänglich von ihm nur Jennifer-Lawrence-In-Winter’s-Bone genannt. Zum gleichen Zeitpunkt wurde bekannt, dass der indonesische Schauspieler Joe Taslim verpflichtet wurde. Im August 2015 stieß Lydia Wilson zur Crew.
Eine kleine Nebenrolle als Arzt an Bord der USS Enterprise bekam der italienische Fußballtrainer Carlo Ancelotti. Auch der US-amerikanische Unternehmer Jeff Bezos (Gründer von Amazon.com) hat einen Gastauftritt.
Am 19. Juni 2016, etwas mehr als einen Monat vor der Weltpremiere des Films, starb Anton Yelchin im Alter von 27 Jahren an den Folgen eines Unfalls. Auch sein Name wurde, neben dem des 2015 verstorbenen Spock-Darstellers Leonard Nimoy, der Widmung im Abspann hinzugefügt.

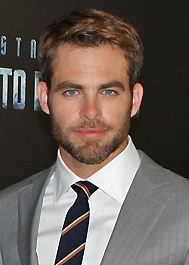
Chris Pine (2013)
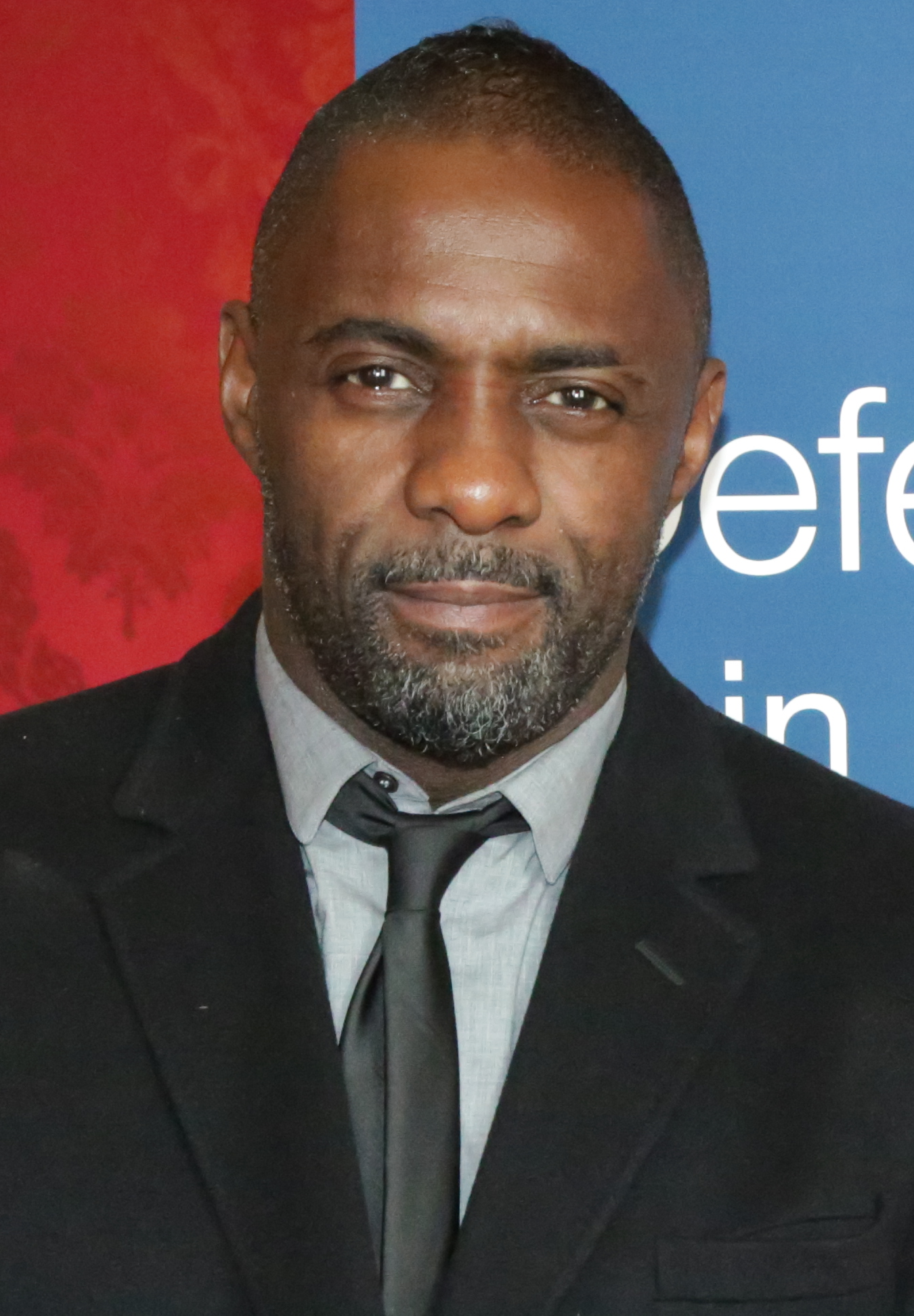
Idris Elba (2014)
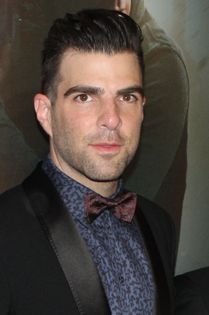
Zachary Quinto (2013)
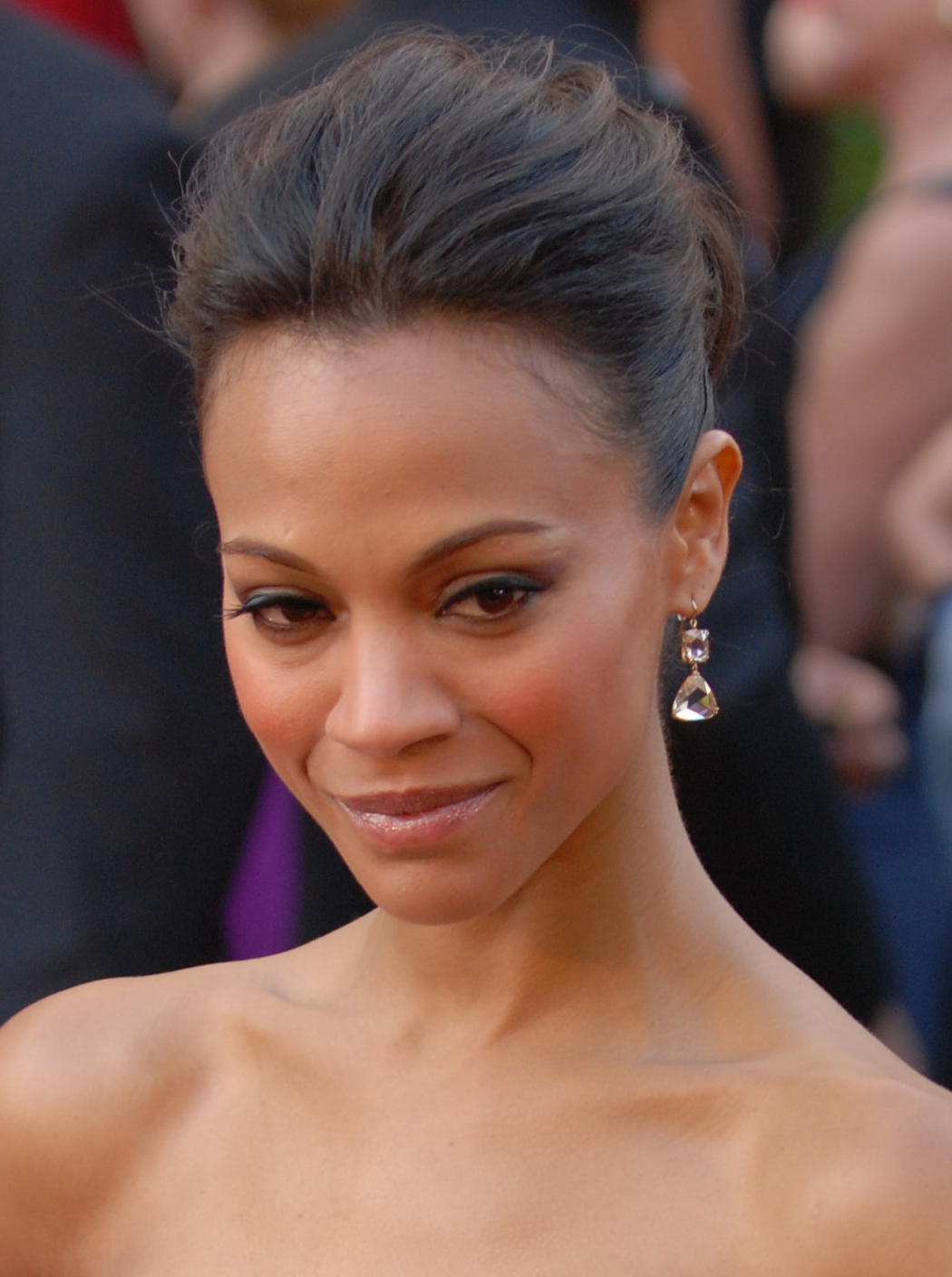
Zoë Saldaña (2010)
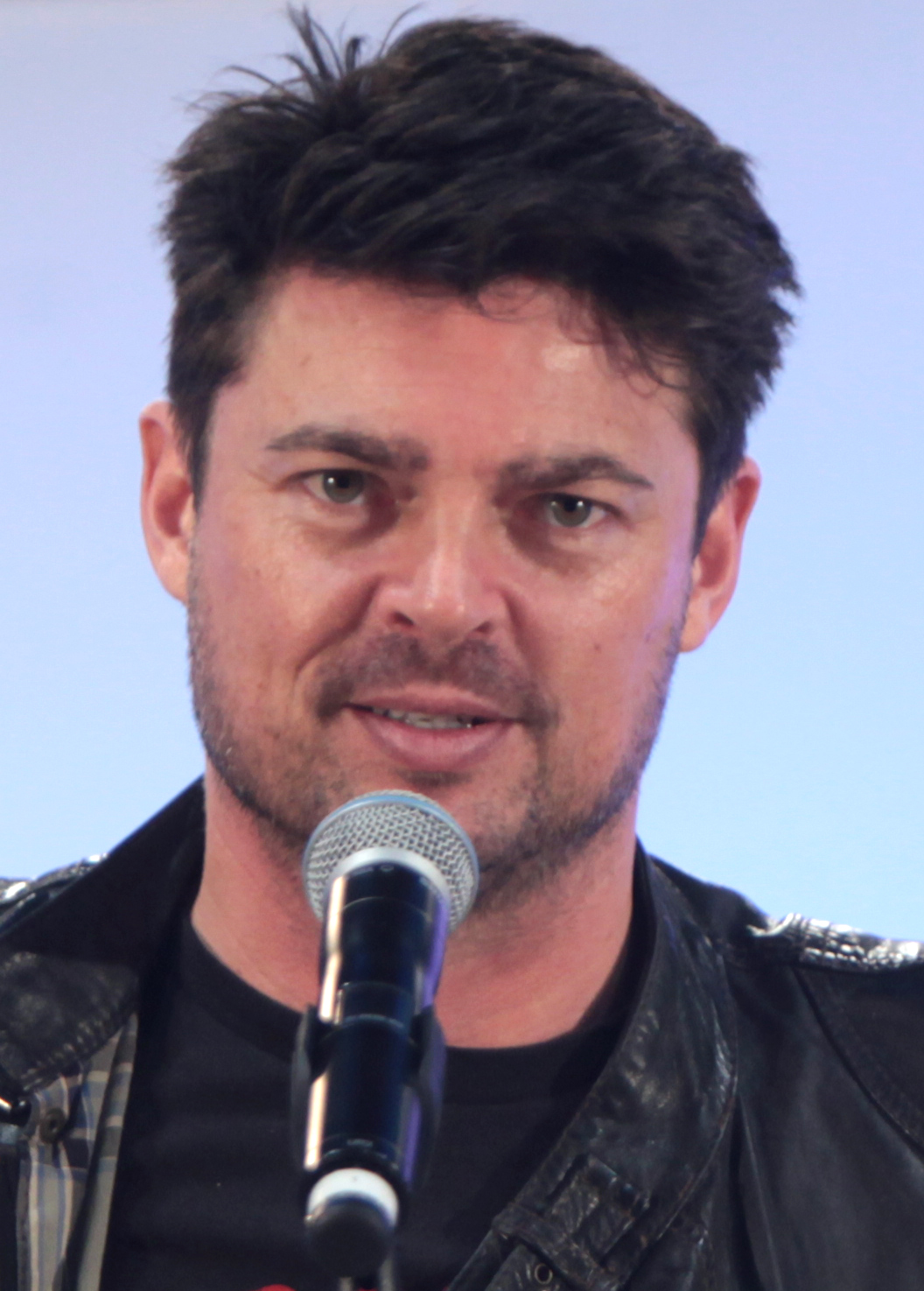
Karl Urban (2015)
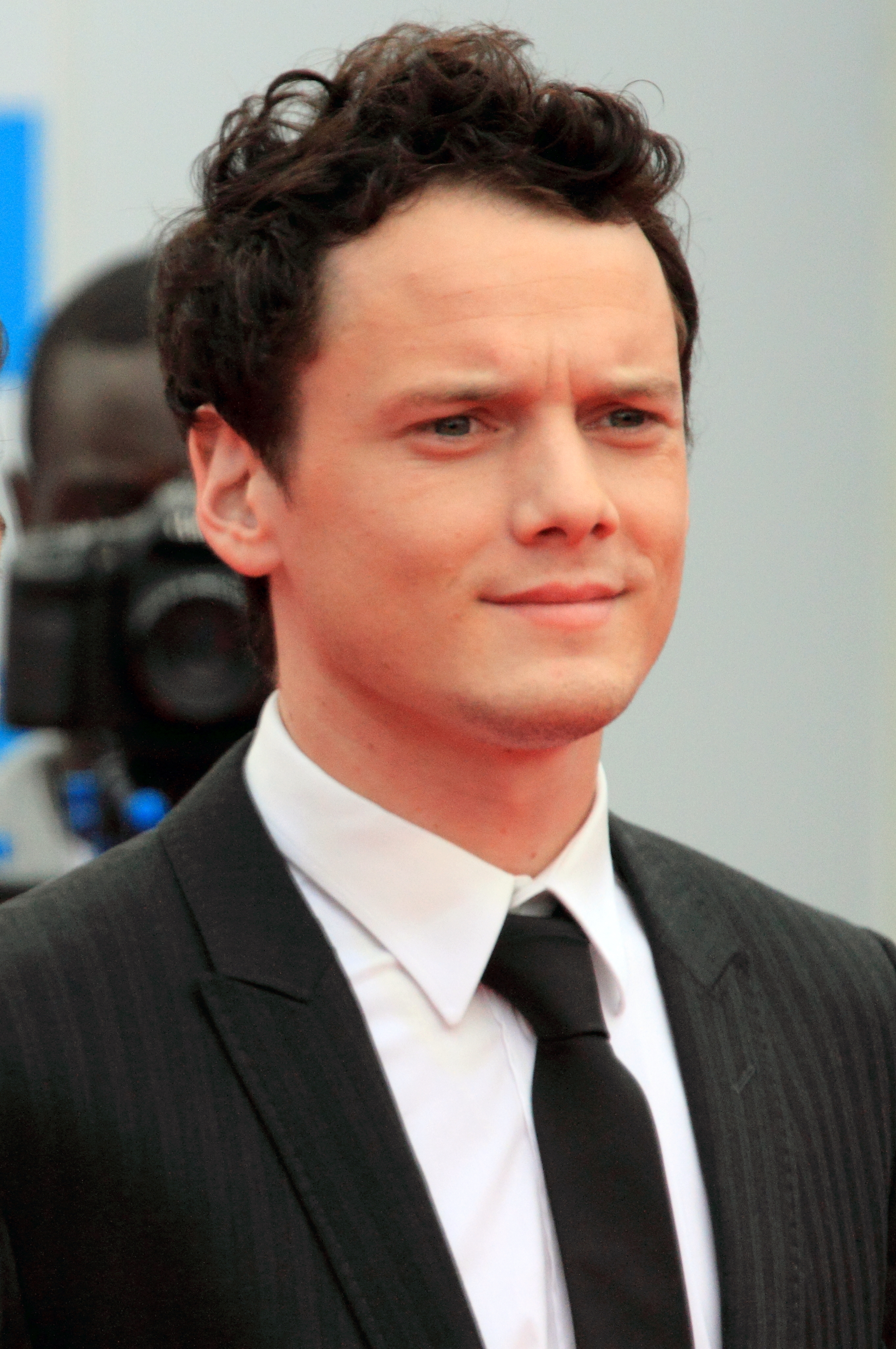
Anton Yelchin (2011)
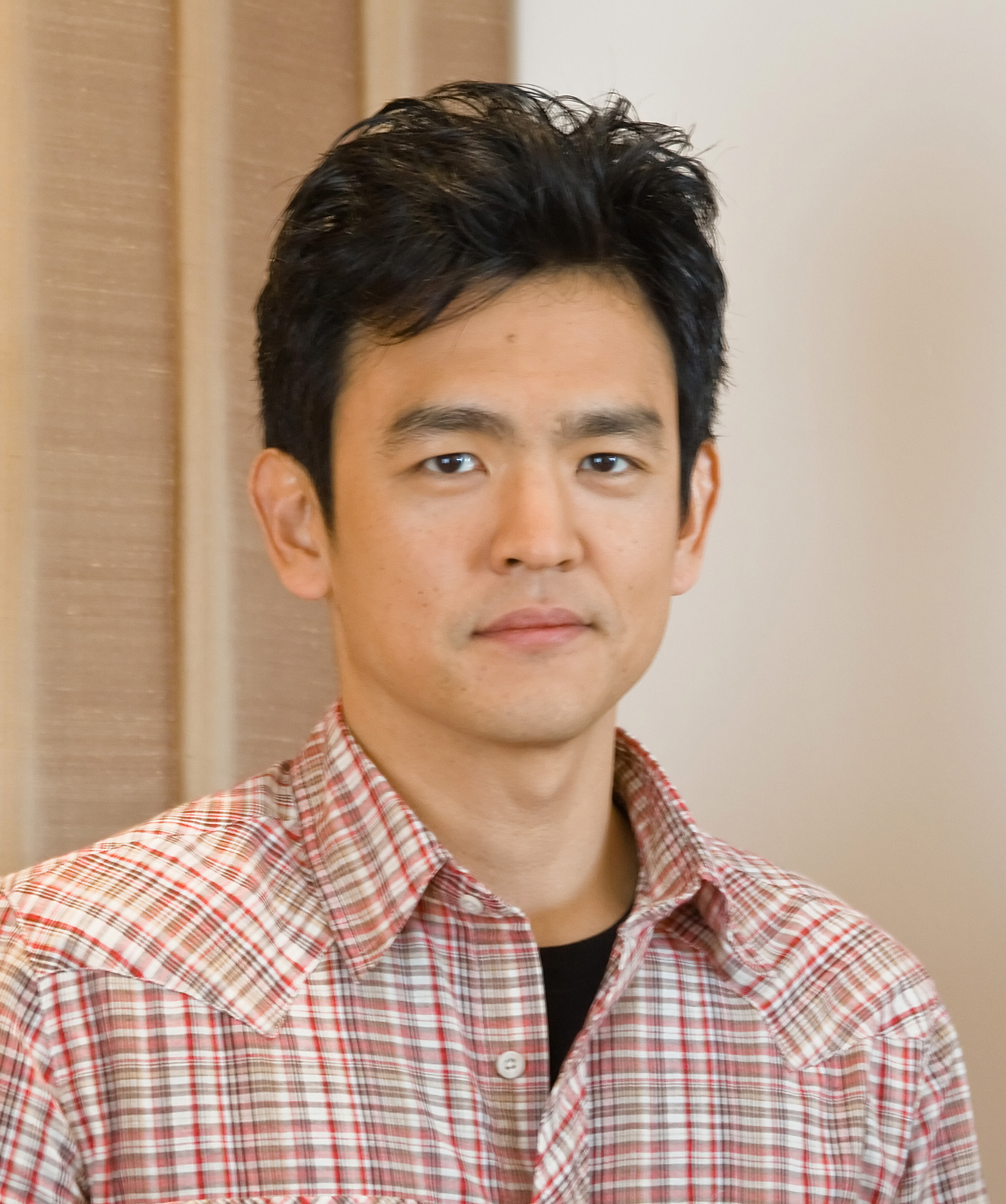
John Cho (2008)
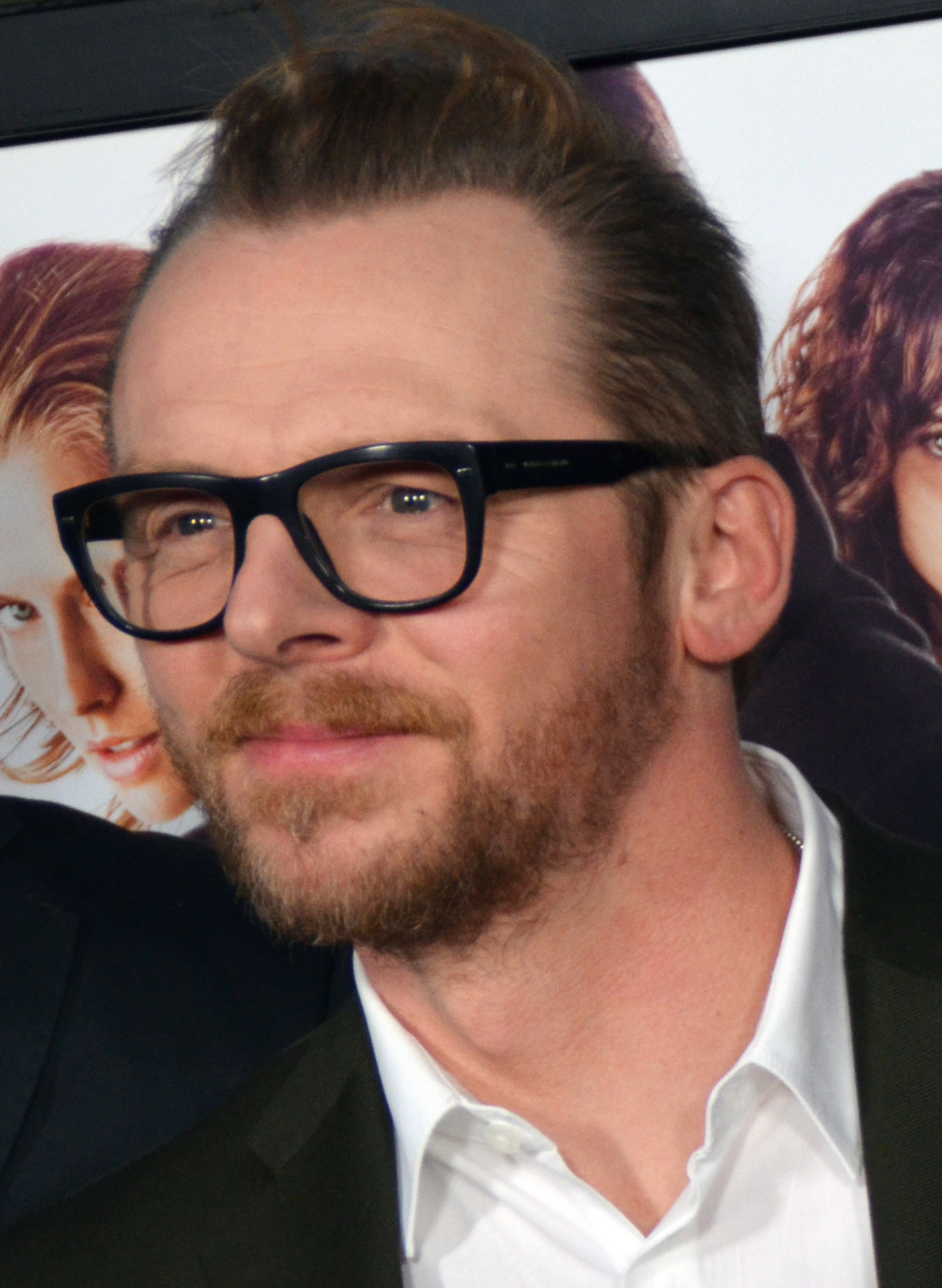
Simon Pegg (2015)
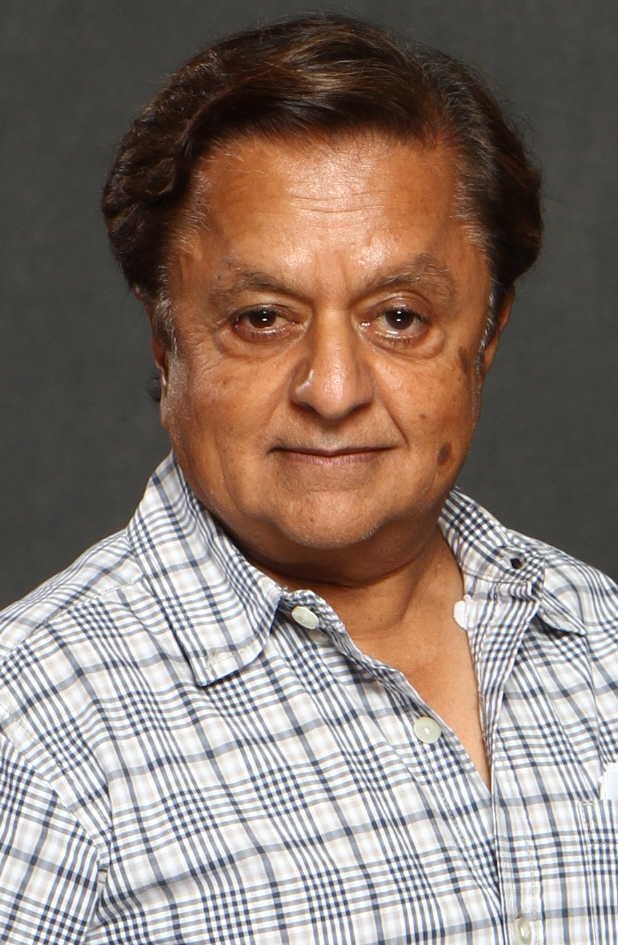
Deep Roy (2014)
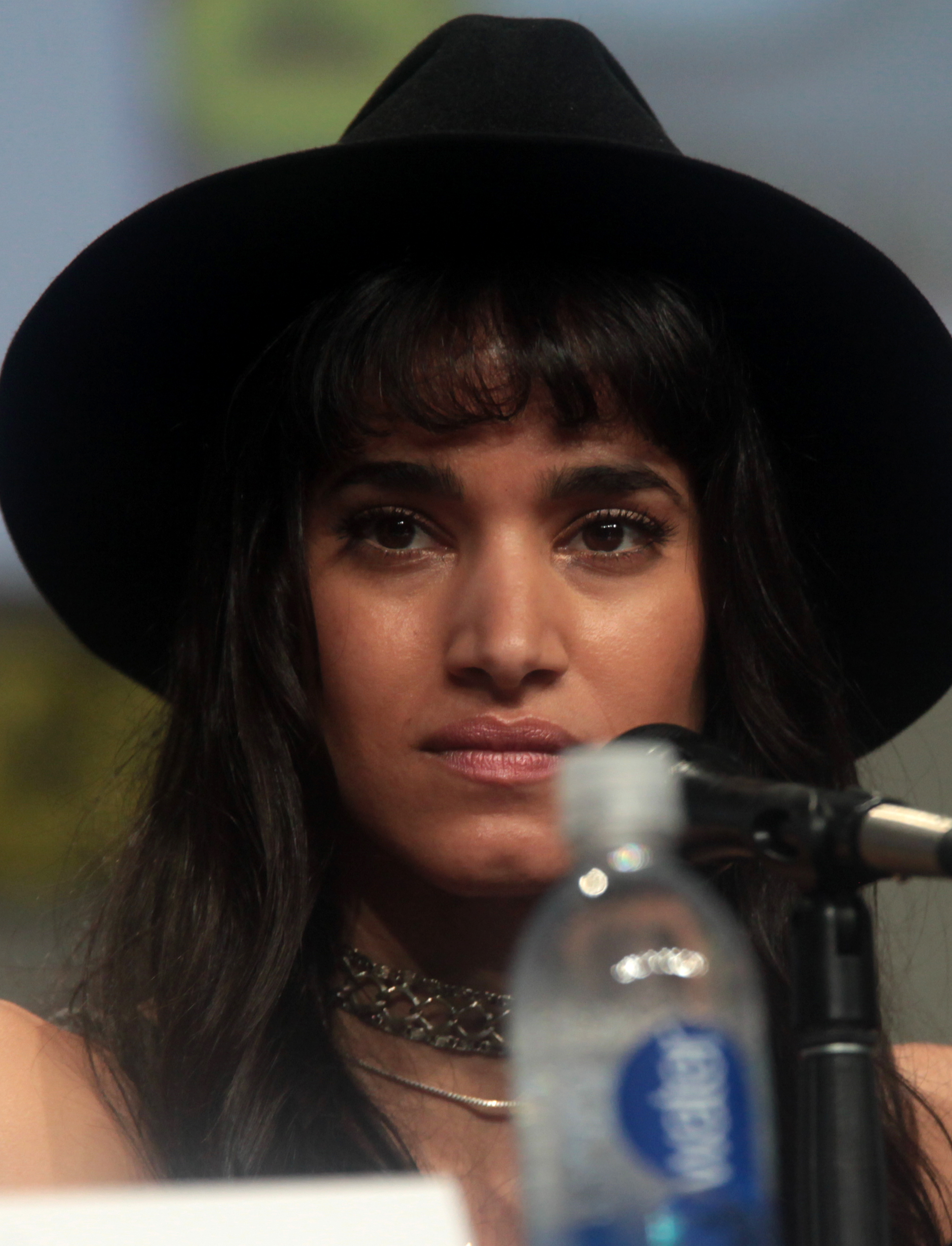
Sofia Boutella (2014)

### Filmmusik
Die Filmmusik wurde von Michael Giacchino komponiert, der bereits für Star Trek und Star Trek Into Darkness die Filmmusik schrieb. Während des Showdowns, der letzten Raumschlacht, ist im Film das Lied Sabotage der Beastie Boys zu hören. In der Filmmusik kommen Klavier, Klarinette, Horn, Trommeln, leise Perkussion und Cello, aber auch ein Chor und Streicher zum Einsatz.
Ende Juni 2016 wurden die Titel der Lieder des Soundtracks und das dazugehörige Cover bekannt. Der Soundtrack umfasst 18 Lieder und wurde am 29. Juli 2016 veröffentlicht. Das Cover zeigt die Enterprise, die durch Wolken fliegt. Der Titelsong Sledgehammer des Films stammt von Rihanna und wurde vorab bei iTunes veröffentlicht und war auch im finalen Trailer zum Film zu hören. Rihanna soll dieses Lied bereits 2014 geschrieben haben. Als Co-Writerin fungierte bei diesem Lied die Singer-Songwriterin Sia. Der Soundtrack stieg im August 2016 in die US-amerikanischen Billboard-Soundtrack-Album-Charts ein und erreichte dort später Platz 2. Im Dezember 2016 wurde der Soundtrack als Anwärter bei der Oscarverleihung 2017 in der Kategorie Beste Filmmusik in die Kandidatenliste (Longlist) aufgenommen, aus denen die Mitglieder der Akademie die offiziellen Nominierungen bestimmen.
Titelliste des Soundtracks
1. Logo And Prosper (1:47)
2. Thank Your Lucky Star Date (2:15)
3. Night On The Yorktown (5:36)
4. The Dance Of The Nebula (2:22)
5. A Swarm Reception (2:30)
6. Hitting The Saucer A Little Hard (6:10)
7. Jaylah Damage (2:50)
8. In Artifacts As In Life (1:51)
9. Franklin, My Dear (2:50)
10. A Lesson In Vulcan Mineralogy (5:17)
11. MotorCycles Of Relief (3:17)
12. Mocking Jaylah (3:26)
13. Crash Decisions (3:16)
14. Krall-y Krall-y Oxen Free (4:23)
15. Shutdown Happens (4:35)
16. Cater-Krall In Zero G (2:17)
17. Par-tay For The Course (2:46)
18. Star Trek Main Theme (3:45)

### Dreharbeiten

Jumeirah Lake Towers in Dubai

Nach einigen Überarbeitungen des Drehbuchs konnte am 25. Juni 2015 mit den eigentlichen Dreharbeiten begonnen werden. Diese begannen in den Filmstudios in Vancouver und in Squamish, British Columbia, Kanada. Des Weiteren wurde in Seoul, Südkorea und Dubai gedreht. Die Dreharbeiten wurden am 15. Oktober 2015 beendet. Simon Pegg äußerte sich im Juli 2015, dass ihm die Online-Enzyklopädie Memory Alpha beim Schreiben des Drehbuchs und der Dialoge äußerst hilfreich war.

### Synchronisation
Die Synchronisation übernahm die Berliner Synchron GmbH nach einem Dialogbuch von Änne Troester und unter der Dialogregie von Björn Schalla.
| Rollenname                                     | Darsteller     | Deutsche Synchronstimme   |
| ---------------------------------------------- | -------------- | ------------------------- |
| Captain James T. „Jim“ Kirk                    | Chris Pine     | Nico Sablik               |
| Commander Spock                                | Zachary Quinto | Timmo Niesner             |
| Dr. Leonard „Pille“ McCoy                      | Karl Urban     | Tobias Kluckert           |
| Lieutenant Commander Montgomery „Scotty“ Scott | Simon Pegg     | Simon Jäger               |
| Lieutenant Nyota Uhura                         | Zoë Saldaña    | Tanja Geke                |
| Lieutenant Hikaru Sulu                         | John Cho       | Julien Haggége            |
| Ensign Pavel Chekov                            | Anton Yelchin  | Constantin von Jascheroff |
| Captain Balthazar Edison/Krall                 | Idris Elba     | Matthias Klie             |
| Jaylah                                         | Sofia Boutella | Rubina Nath               |
| Commander Finnegan                             | Greg Grunberg  | Sven Fechner              |

### Marketing und Veröffentlichung
Im Dezember 2015 wurde der erste Trailer zum Film veröffentlicht. Björn Sülter von Serienjunkies.de schrieb dazu in seiner ausführlichen Traileranalyse: „[…] der erste Trailer zum neuen Kinofilm bietet zwar von allem etwas und das nicht zu knapp – außer Humor jedoch leider nichts, was der eingefleischte Fan zwingend als trekspezifisch wiedererkennen würde […]“ Der zweite Trailer wurde am 20. Mai 2016 im Rahmen eines Fan-Events in Los Angeles vorgestellt. Ein für den 22. Juni 2016 geplanter Auftritt beim Cannes Lions Festival wurde aufgrund des unerwarteten Todes von Anton Yelchin abgesagt. Am 27. Juni 2016 wurde schließlich der dritte und finale Trailer veröffentlicht.
Die Weltpremiere des Films fand am 7. Juli 2016 in Anwesenheit von Chris Pine, Zachary Quinto, John Cho, Karl Urban und Justin Lin im Hoyts Entertainment Quarter in Sydney statt. Am 20. Juli 2016 wurde mit der amerikanischen Premiere des Films die San Diego Comic-Con International eröffnet. Anwesend waren neben dem Regisseur Justin Lin und den Schauspielern Chris Pine, Zachary Quinto, Simon Pegg und Zoe Saldana auch die Neuzugänge Idris Elba und Sofia Boutella. Es war das erste Mal, dass ein Film auf einer IMAX-Leinwand außerhalb des Gebäudes, im Amphitheater des San Diego’s Embarcadero Marina Parks, gezeigt wurde. Begleitet wurde die Aufführung von dem 90-köpfigen San Diego Symphony Orchestra, dirigiert von Richard Kaufman, das die Original-Filmmusik von Michael Giacchino spielte, was ebenfalls ein Novum darstellte. Paramount hatte hierzu die Genehmigung gegeben.
Nachdem der Starttermin des Films in den USA um zwei Wochen nach hinten verschoben worden war, erfolgte er am 22. Juli 2016. In einigen Ländern war der Film früher zu sehen, so auch in Deutschland, wo der Film am 21. Juli 2016 in die Kinos kam. Am Tag zuvor war der Film in mehreren deutschen Städten bereits in Preview-Aufführungen gezeigt worden, so in vielen UCI-Kinos und einigen Cineplex-Kinos. Auch in Indonesien, auf den Philippinen, in Schweden und Teilen der Schweiz war der Film bereits am 20. Juli 2016 gestartet.

## Rezeption

### Altersfreigabe
In Deutschland, wo der Film FSK 12 ist, heißt es in der Freigabebescheinigung: „Der Film arbeitet mit einem leicht verständlichen Gut-Böse-Schema, wobei stets klar bleibt, dass die Guten am Ende siegen werden. Er ist temporeich inszeniert und enthält eine Vielzahl effektvoller Kampf- und Actionszenen. Körperliche Gewalt wird dabei aber nicht detailliert gezeigt oder selbstzweckhaft ausgespielt, so dass eine emotionale Überforderung bei Kindern ab 12 Jahren nicht zu befürchten ist.“

### Kritiken
Der Film wurde, auch im Vergleich mit anderen Filmen aus dem Star-Trek-Franchise, positiv aufgenommen und konnte bislang 86 Prozent der Kritiker bei Rotten Tomatoes überzeugen (von 317 Kritikern insgesamt).
Brian Truitt von USA Today meint: „Die Kombination von Gravität, ein wenig Heiterkeit und Star-Trek-Musik alter Schule machen Beyond zu einer anständig unterhaltsamen Reise zum äußeren Rand [des Universums]“.
Etwas kritischer wird der Film von deutschsprachigen Rezensenten gesehen. Andreas Borcholte meint auf SPIEGEL ONLINE, der Film bediene „Action-Fans und Serien-Nostalgiker – mehr aber auch nicht.“ Zwar verfüge er „über einige atemberaubende Schauwerte“, fühle sich jedoch „über weite Strecken so pragmatisch, um nicht zu sagen: uninspiriert zusammengezimmert“ an „wie eine besonders hemdsärmelige Folge der Originalserie – bis hin zu extraterrestrischen Felsen, die wie angesprühtes Pappmaché“ wirken würden. Dennoch habe das Ganze Herz und mache „sehr großen Spaß“.

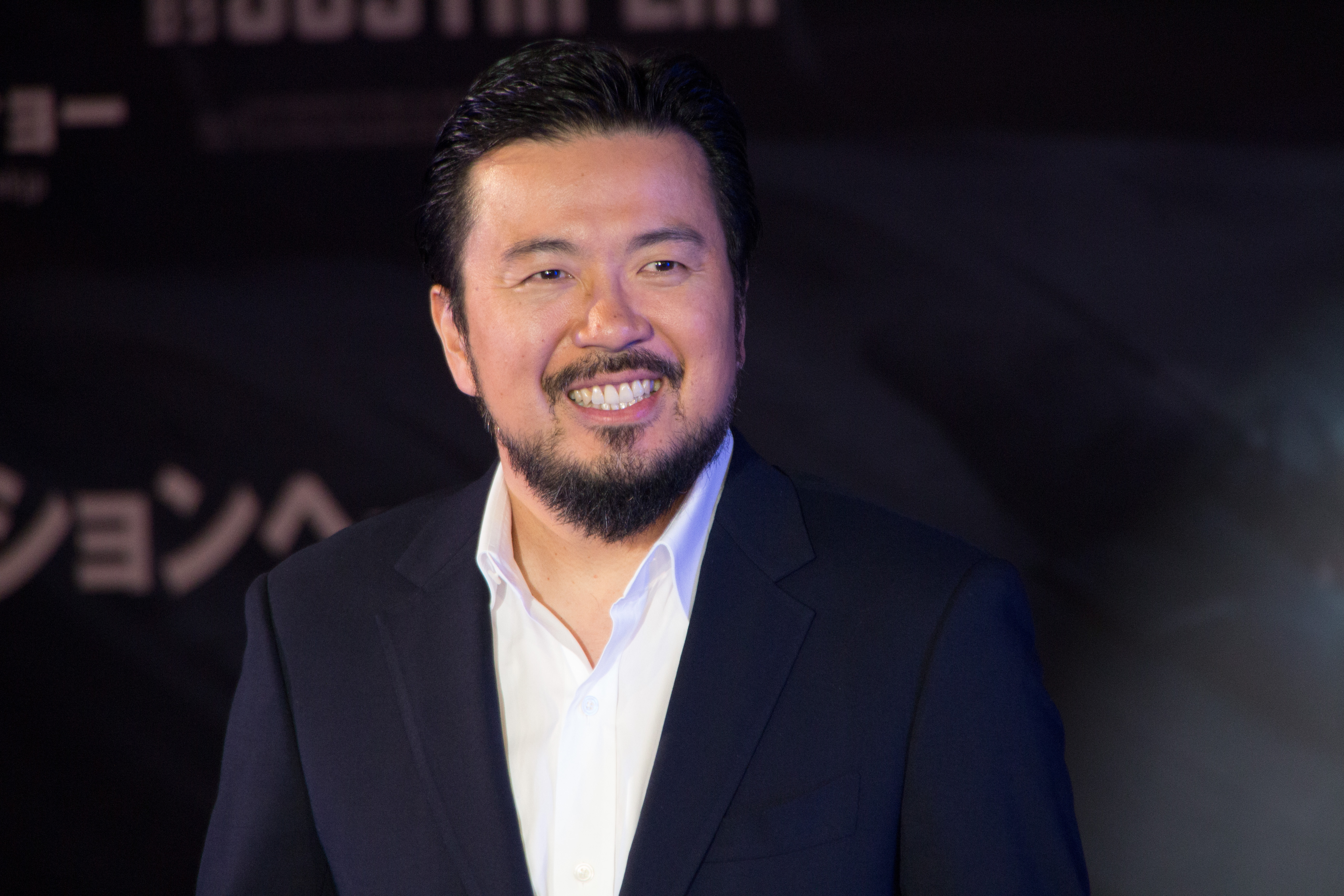
Justin Lin bei der Premiere des Films in Japan

Die dpa-Redakteurin Cordula Dieckmann erkennt im Film Humor und Action vereint und meint: „Der dritte Teil der 2009 gestarteten Neuauflage ist weniger düster und nachdenklich als die beiden ersten Teile. ‚Beyond‘ hat viele lustige Dialoge, setzt aber auch stark auf Action, wie man sie aus ‚Star Wars‘ oder ‚The Avengers‘ kennt.“
Zur Dramaturgie des Films meint Michael Schleicher vom Münchner Merkur, der ausgewiesene Vollgas-Regisseur Justin Lin halte zu Beginn das Tempo überraschend niedrig und ließe sich Zeit, die Geschichte zu etablieren, die ein wenig überraschungsarm sei. Als einige wirklich sehenswerte Star-Trek-Momente im Film beschreibt Schleicher die oft pointierten Dialoge mit Anspielungen auf frühere Folgen und das Hinzukommen von Jaylah, die er als eine spannende neue Figur beschreibt.
Scott Feinberg von The Hollywood Reporter hält den Film aufgrund der visuellen Effekte für Oscar-würdig.

#### Das Coming-out von Hikaru Sulu
Die Tatsache, dass sich der Charakter des Hikaru Sulu in Star Trek Beyond als homosexuell outet, kommentierte George Takei, der Darsteller des Sulu in den ersten Star-Trek-Filmen, bereits im Vorfeld der Veröffentlichung: Zwar sei er „glücklich, dass es jetzt eine schwule Figur“ gebe, doch „unglücklicherweise ist dies eine Verdrehung von Genes Schöpfung, in die er so viele Gedanken investiert hat. Ich halte das Ganze für sehr bedauernswert“. Obwohl Takei selbst homosexuell ist, seit Jahren offen damit umgeht und Star Trek bereits damals als progressiv galt, erzählte er davon, dass er 1968 einen Versuch unternommen hatte, Gene Roddenberry zu überreden, eine homosexuelle Figur in die Serie einzubauen. Roddenberry habe dies damals abgelehnt, da er offenbar befürchtete, dass die Welt noch nicht dafür bereit gewesen sei. Dagegen meinte Simon Pegg, Mitautor des Drehbuchs, man habe bewusst „eine Figur gewählt, die das Publikum bereits kenne, weil die Zuschauer so schon eine Meinung von dieser Person als Mensch haben – ohne dass irgendwelche Vorurteile dabei eine Rolle spielen.“ Hätte man dagegen eine neue homosexuelle Figur eingeführt, „er oder sie wäre nur über ihre Sexualität definiert worden. Es wäre immer ‚die homosexuelle Figur‘ gewesen statt als die Person betrachtet zu werden, die sie eigentlich ist.“ Auch Sulu-Darsteller John Cho begrüßt das Outing der von ihm dargestellten Figur: „Das ist es auch, was ich mir für uns als Spezies wünsche: dass künftig nicht mehr die persönlichen Orientierungen von Personen politisiert werden.“
Dass sich Sulu als schwul zu erkennen gebe, liebevoll den Arm um seinen Partner lege und die Tochter herze, die sie großziehen, passe, so Cordula Dieckmann von der dpa, zum Geist von Star Trek, soziale, politische oder weltanschauliche Themen aufzugreifen. Im Rahmen der 28th Annual GLAAD Media Awards, einer Auszeichnung der Gay & Lesbian Alliance Against Defamation, wurde Star Trek Beyond als Bester landesweit gestarteter Film nominiert.

#### Die Filmmusik
Lasse Vogt beschreibt die Filmmusik als thematisch reichhaltig durchdrungen und mit memorablen Melodien ausgestattet, die hierdurch sämtliche Fans zufrieden stellen sollte. Giacchino habe das bekannte Enterprise-Thema hierbei sehr clever dekonstruiert und ließe Fragmente von diesem in vielen Titeln auftauchen, wodurch er diesen neue Facetten abgewonnen hätte. In gewohnter Manier sei Giacchinos Aufnahme der Instrumente und Stimmen, so Vogt, glasklar ausgefallen, die Orchestrierung sei detailliert und gehe sehr tief.
Der Filmkritiker David Ehrlich meint, die Filmmusik sei die beste der 2016 erschienenen Blockbuster und im Vergleich mit diesen die Sixtinische Kapelle.
Mihnea Manduteanu mag die wilden Actionmomente, die Giacchino mit seiner Filmmusik schuf und hebt das subtile Chorwerk im Lied Night On The Yorktown hervor, bei dem man Gänsehaut bekomme und das ihn an ein Märchen denken lasse. Giacchino verdiene daher ab nun, so Manduteanu, dieselbe Verehrung und Wertschätzung, wie sie John Williams lange Jahre erhielt.

### Einspielergebnis
Am Eröffnungswochenende stieg Star Trek Beyond mit einem Einspielergebnis von knapp 59,3 Mio. US-Dollar in den USA und 30 Mio. US-Dollar international ein. Damit setzte er sich auf Platz 1 der an diesem Wochenende in den USA gestarteten Filme, blieb jedoch hinter Star Trek Into Darkness zurück, der an seinem Eröffnungswochenende dort 70,1 Mio. US-Dollar eingespielt hatte. Letztendlich konnten in den Vereinigten Staaten über 158 Millionen US-Dollar eingenommen werden, was ebenfalls hinter den Vorgängern Star Trek und Star Trek Into Darkness liegt, die 257 Millionen bzw. 228 Millionen US-Dollar erreichen konnten. In Deutschland startete der Film ebenfalls auf Platz 1 der Kino-Charts und liegt mit über 1,3 Millionen Besuchern auf Platz 17 der meistbesuchten Filme des Jahres 2016 (Stand: 30. Oktober 2016). Die weltweiten Einnahmen des Films liegen derzeit bei über 343 Millionen US-Dollar – bei 185 Millionen US-Dollar Produktionskosten (Stand: 23. Februar 2021).

### Auszeichnungen (Auswahl)
Der Film erhielt eine Reihe von Auszeichnungen und Nominierungen, darunter drei Nominierungen im Rahmen der Kids’ Choice Awards 2017 und eine Nominierung in der Kategorie Feature Motion Picture: Best Special Make-Up Effects für Joel Harlow und Richie Alonzo im Rahmen der Make-Up Artists and Hair Stylists Guild Awards 2017. Im Folgenden weitere Auszeichnungen und Nominierungen.
Critics’ Choice Movie Awards 2016 (Dezember)
- Nominierung für das Beste Hairstyling
- Nominierung als Bester Sci-Fi/Horror-Film[59]

Hollywood Music In Media Awards 2016
- Nominierung als Bester Song – Sci-Fi-/Fantasy-Film (Sledgehammer, gesungen von Rihanna)[60]

International Film Music Critics Association Awards 2016
- Nominierung als Beste Filmmusikkomposition des Jahres (Night on the Yorktown, Michael Giacchino)[61]

Oscarverleihung 2017
- Nominierung in der Kategorie Bestes Make-up und beste Frisuren[62]

Saturn Awards 2017
- Nominierung als Bester Science-Fiction-Film
- Nominierung als Bester Hauptdarsteller (Chris Pine)
- Nominierung als Bester Nebendarsteller (Zachary Quinto)
- Auszeichnung für das Beste Make-up (Monica Huppert und Joel Harlow)[63]

Teen Choice Awards 2016
- Nominierung in der Kategorie Choice AnTEENcipated Movie
- Nominierung in der Kategorie Choice AnTEENcipated Movie Actor (Chris Pine)
- Nominierung in der Kategorie Choice AnTEENcipated Movie Actress (Zoe Saldana)[64]

VES Awards 2017
- Nominierung in der Kategorie Outstanding Model in a Photoreal or Animated Project[65]

## Fortsetzung
The Hollywood Reporter berichtete am 26. Juni 2015, dass Pine und Quinto auch im geplanten vierten Teil der Neuauflage zum Einsatz kommen werden. Wenige Tage später wurde bekannt, dass die beiden ihre Verträge für einen möglichen Star Trek 4 unterschrieben haben. Auch Chris Hemsworth sollte einen Auftritt im Film haben, jedoch wurde am 11. August 2018 bekannt, dass sowohl Pine als auch Hemsworth wegen abweichender Gehaltsvorstellungen aus dem Projekt ausgestiegen waren. Im Januar 2019 wurde verlautbart, dass Planung und Umsetzung von Teil 4 bis auf weiteres ausgesetzt werden. Später wurde bekannt, der neue Star-Trek-Film solle im Jahr 2023 in den Kinos anlaufen. Im September 2022 wurde die Produktion von der Veröffentlichungsliste von Paramount gestrichen. Zuvor hatte der vorgesehene Regisseur Matt Shakman die Produktion verlassen. Vorhergehende Pläne für einen weiteren Film der Reihe waren bereits gescheitert.
Im Januar 2024 wurde bekannt gegeben, dass das Studio seine Star-Trek-Reihe erweitern und mehrere Filme in Entwicklung haben wird, inspiriert durch den Erfolg mehrerer Star-Trek-Serien auf dem Streaming-Dienst Paramount+. Der in Entwicklung befindliche Star Trek 4 wurde als „letztes Kapitel“ der Hauptfilmreihe beschrieben. Im März 2024 wurde mit Steve Jockey ein neuer Drehbuchautor gefunden.